# Muriel en Schroefje
Muriel en Schroefje (Frans: Muriel et Boulon) is een Belgische stripreeks die voor het eerst is verschenen in 1995 met Vincent Lodewick als scenarist en Benoît Ers als tekenaar. 

## Albums
In totaal werden er 6 albums uitgegeven door Le Lombard waarvan enkel de eerste 2 naar het Nederlands werden vertaald. 
1. Een spin aan het plafond (1995)
2. Liegebeest (1996)

## Verhalen in Familiestripboeken
De 4 vervolgalbums verschenen enkel in het Frans. Deze verhalen verschenen evenwel in het Nederlands in de familiestripboeken van Suske en Wiske:
- Een geweldige vakantie (1998)
- Schroefje slaat op tilt (1999)
- Het hoofd in de wolken (2000)
- Sterrengrillen (2002)